# チア・ヴィチア
チア・ヴィチア（クメール語: ជា វិជ្ជា、生年不明 - 2004年1月22日）はカンボジア自由労働組合（FTUWKC）の元委員長。
春節にあたる2004年1月22日に暗殺され、委員長の座は彼の弟であるチア・モニが引き継いだ。
ヴィチアは早朝にプノンペン市内のダウン・ペン地区のキオスクにおいて新聞を読んでいたところ、頭と腰を撃たれた。
彼はプノンペン市のチュム・チャオ地区に位置するINSM縫製工場において、労働組合の設立を援助したとして、同工場を解雇されたばかりであった。
彼はサム・ランシー党と深いかかわりを持っていたとされる。

## 捜査
ヴィチアの死から数日たち、政府の不作為に対する批判が高まってきたころに2人の男が逮捕され、殺人の容疑で告訴された。
一人目の容疑者であるBorn Samnangはプレイベン州にて逮捕され、一夜かけてプノンペンまで移送された。
彼は当初は容疑を認めていたが、のちに拷問によって自白を強要されたとしてこれを撤回した。
事件が発生した頃、Born Samnang容疑者は国内のあらゆる場所において散発的に目撃されていた。
二人目の容疑者であるSok Sam Oeunは一貫して容疑を否認し、犯行時刻には友人たちとの集まりに行ったというアリバイがあると主張した。
取調べはプノンペン市内トゥール・コーク地区の警察署において行われたが、警察官による度重なる脅迫と、容疑者のアリバイに関わった人物の一斉検挙が問題となった。
2004年3月22日に糾問主義による裁判が実施され、Hing Thirith裁判官は証拠の不足と警察による取調べの不確実性を理由に訴えを退けた。
しかしこれによって彼は翌日に裁判官の地位を解雇され、5月1日には高等裁判所において当初の判決が否決されるという事態となる。
"何人も6ヶ月の期間を超えて公判なしに勾留されてはならない"というカンボジアの法的限界を超え、事件の公判が1年後に開始されるまで、両容疑者はプノンペンの拘置所に留め置かれた。
この行為はアムネスティー・インターナショナル、ヒューマン・ライツ・ウォッチ、国際労働機関をはじめとする国際団体や、国内の団体によって取りざたされた。

## 公判
2005年8月1日、プノンペン地方裁判所は国内外の団体から政治的に偏っており、不当であるといった非難を招くような判決を下す。
それによって両容疑者は目撃者たちの証言や、確固たる証拠がないにもかかわらず、懲役20年および遺族への5000＄の賠償金の支払いを命じられた。
ヴィチアの遺族は両容疑者が真犯人であるとは考えられないとして、賠償金の受け取りを拒否している。